# Delovye ljudi
Delovye ljudi (Деловые люди) è un film del 1962 diretto da Leonid Iovič Gajdaj.
Il film è liberamente ispirato al celebre racconto umoristico di O. Henry, Il riscatto di Capo Rosso, che già aveva conosciuto numerosi adattamenti cinematografici.